# Reality Bites
Reality Bites är en amerikansk romantisk dramakomedifilm från 1994 i regi av Ben Stiller.

## Handling
När Lelaina (Winona Ryder) tar examen från college upptäcker hon snabbt att det inte är så lätt att få in en fot på arbetsmarknaden. Känslomässigt slits hon mellan den bohemiske Troy (Ethan Hawke) och yuppien Michael (Ben Stiller). Lelaina har spelat in en video om sina vänner Troy, Vickie (Janeane Garofalo) och Sammy (Steve Zahn) och Michael, som Michael vill att TV-bolaget han jobbar på ska få visa.

## Rollista i urval
- Winona Ryder – Lelaina Pierce
- Ethan Hawke – Troy Dyer
- Janeane Garofalo – Vickie Miner
- Steve Zahn – Sammy Gray
- Ben Stiller – Michael Grates
- Swoosie Kurtz – Charlane McGregor
- Joe Don Baker – Tom Pierce
- Renée Zellweger – Tami
- John Mahoney – Grant Gubler